# 秘魯雷氏鯰
秘魯雷氏鯰（學名：Rhamdia xetequepeque），為輻鰭魚綱鯰形目鼬鯰科的其中一種，為熱帶淡水魚，分布於南美洲秘魯Jequetepeque河流域，體長可達7.2公分，棲息在底中層水域，生活習性不明。

## 扩展阅读
維基物種上的相關：秘魯雷氏鯰